# Віктор Шелстрете
Віктор Ілунга Шелстрете (нім. Victor Ilunga Schelstraete, 14 січня 1996) — бельгійський боксер, призер чемпіонату світу серед аматорів.

## Аматорська кар'єра
Ще 2017 року провів три успішних боя на професійному рингу.
На Європейських іграх 2019 програв у другому бою Мусліму Гаджімагомедову (Росія).
На чемпіонаті світу 2019 програв у другому бою Чивону Кларку (Велика Британія).
На чемпіонаті світу 2021 став бронзовим призером.
- В 1/16 фіналу переміг Шохжахона Абдуллаєва (Узбекистан) — KO
- В 1/8 фіналу переміг Даміра Плантича (Хорватія) — 5-0
- У чвертьфіналі переміг Коннера Тадсбері (Англія) — 3-2
- У півфіналі програв Кено Мачадо (Бразилія) — 0-5

Шелстрете став першим і станом на 2024 рік єдиним представником Бельгії, який виграв медаль на чемпіонаті світу з боксу.
На чемпіонаті Європи 2024 у другому бою програв Лорену Альфонсо (Азербайджан).
У травні 2024 року на другому ліцензійному турнірі до Олімпійських ігор 2024 здобув три перемоги і кваліфікувався на Олімпійські ігри 2024. На Олімпійських іграх 2024 переміг Ато Плодзіцький-Фаоагалі (Самоа) та програв Енмануелю Реєсу (Іспанія).